# Zhengcun, Anhui
Zhengcun (kinesiska: 郑村) är en köping i östra Kina. Den ligger i She härad i staden Huangshan i provinsen Anhui, omkring 250 kilometer sydost om provinshuvudstaden Hefei. Antalet invånare är 17 277. Befolkningen består av 8 496 kvinnor och 8 781 män. Barn under 15 år utgör 12,0 %, vuxna 15-64 år 77 %, och äldre över 65 år 9,0 %.